# Андрей (Трембелас)
Митрополи́т Андре́й (греч. Μητροπολίτης Ἀνδρέας, в миру Панайотис Трембелас, греч. Παναγιώτης Τρεμπέλας; 1939, Патры — 5 апреля 2025, Янина) — епископ Константинопольской православной церкви; митрополит Дриинопольский (1995—2025).

## Биография
Родился в 1939 году в Патрах, в Греции. В 1963 году окончил богословский институт Афинского университета.
В 1968 году митрополит Дриинупольский Севастиан (Икономидис) рукоположил его в сан диакона, а в 1969 году — в сан пресвитера с возведением в достоинство архимандрита. С 1967 года до рукоположения во епископа служил в качестве проповедника.
28 января 1995 года был хиротонисан во епископа и возведён в достоинство митрополита Дриинопольского.
Скончался 5 апреля 2025 года.